# Svatý Lukáš Evangelista (Mistr Theodorik)
Svatý Lukáš Evangelista je jedním z nejpůsobivějších deskových obrazů Mistra Theodorika, určených k výzdobě karlštejnské Kaple sv. Kříže. Může být autoportrétem samotného Theodorika. Je vystaven ve sbírce středověkého umění Národní galerie v Praze.

## Popis a zařazení
Olejová tempera na bukové desce o rozměru 115 x 94 cm. Rám s tlačeným ornamentem obsahuje v dolní části elipsovitý relikviářový otvor. Obraz se dochoval v původní podobě z doby kolem roku 1360 a byl restaurován roku 1991 (H. Kohlová).
Theodorikův obraz se vyznačuje mimořádnou kultivovaností malířského projevu a barevnou vyvážeností. Drapérie je modelována plasticky a využívá dopadající světlo, které prosvětluje vrchní vrstvu, zatímco hluboké části jsou zvýrazněny temnou modří. Samotné roucho tvoří motiv dlouhých svislých řas na pravém předloktí, krátké příčné linie kolem pozdvižené levé ruky s knihou a hluboké mísovité záhyby uprostřed. Malíř použil jako podklad azurit a olovnatou bělobu a jako vrchní vrstvu nejvzácnější pigment - ultramarínovou modř. Modrou vyvažují bílá, okrová a červená. Hlava sv. Lukáše je modelována se znalostí reálné fyziognomie a její výraz oživuje i přímý pohled očí, upřený na diváka. Vyznačuje se typickými znaky Theodorikova stylu - mírně nadživotní velikostí široké tváře, sivým inkarnátem a bohatým plnovousem. Na rukou jsou realisticky znázorněny žíly a levá ruka držící knihu je podána v perspektivní zkratce. Malba, podobně jako u jiných Theodorikových obrazů, přesahuje částečně na rám. Malíř tak narušuje pravidelný geometrický řád rámů obrazů na stěně kaple sv. Kříže, který omezoval jeho tvůrčí svobodu. Je to patrné i z velkorysého pojetí zkušebních skic, které se zachovaly na stěně kaple a jimiž si malíř ověřoval formát a proporční vztahy se zřetelem k rozměrům stěny.
V levém horním rohu obrazu je s velkou mírou realismu namalován Lukášův atribut - okřídlený býk. Pozadí obrazu tvoří plastický dekorativní ornament označovaný jako pastiglia, který pochází z Itálie a v Čechách ho téměř výhradně používal právě Theodorik. Pozadí bylo původně zlacené, neboť na některých Theodorikových obrazech se zachovaly stopy zlata nebo jsou na nich patrná poškození, způsobená stržením zlacených ozdob. K tomu došlo již na počátku 15. století při obléhání Karlštejna husity, kdy bylo nutné vyplácet žold obráncům.. Světec držel v pravé ruce křížek, jehož obrys i stopy po připevnění se zachovaly.
Theodorikovy zavalité a krátké postavy, hmotné hlavy s masitými tvářemi a vyčnělými nosy a široce rozevřené oči s velkými zornicemi prozrazují znalost lidské anatomie. Dojem hmotné tělesnosti zesilují také mělce modelované a málo členité drapérie, jejichž reliéf malíř vytváří spíše tlumením místních barevných tónů než prohloubením intenzity barev. Ostrost kontur nahrazuje šerosvitnými přechody. Monumentální výstavba obrazu, velkorysý a uvolněný malířský přednes a zacházení s tlumenými barvami nemají v evropském gotickém umění žádné předchůdce a řadí Theodorika mezi nejvýznamnější gotické malíře v Evropě.

### Výsledky technologického průzkumu obrazu
Konstrukce tenké podkladové desky z bukového dřeva, která je ve spojích potažena plátnem, je původem z Nizozemí. Technika provedení prozrazuje obeznámenost s francouzskou malbou en grissaille, oblíbenou v Paříži v polovině 14. století. Malba sleduje velmi detailní a suverénně provedenou podkresbu provedenou jemnými tahy. Drobné změny se týkají pouze modelace obličeje. Podkladovou vrstvu tvoří olovnatá běloba na křídovém podkladě. Barevnou vrstvu tvoří vaječná tempera prokládaná mezivrstvami ořechového oleje. Ty zabraňovaly rychlému vysychání a umožňovaly dokonalou modelaci objemů pomocí tenkých lazurních vrstev. Pro Theodorika je charakteristická složitá konstrukce podkladových a krycích barevných vrstev, jichž bývá v drapériích až šest. Malíř věnoval péči výběru velikosti zrna pigmentu a dosahoval tak s pomocí olejového pojidla vysoké transparence vrstev. Inkarnáty jsou malovány obvykle v jediné vrstvě a barevné valéry jsou výsledkem míchání pigmentů na paletě. 

### Odvozená díla
Česká pošta vydala dne 15.11.2000 příležitostnou poštovní známku s reprodukcí obrazu sv. Lukáše. Známka v hodnotě 13 Kč o velikosti 40x50 mm je pětibarevný ocelotisk z plochých desek v barvě černé, červené, modré, světle modré a okrové. Autorem rytiny je Miloš Ondráček.

### Sv. Lukáš - patron malířů
Sv. Lukáš je patronem cechu malířů a bývá zobrazován jako malíř obrazu Panny Marie. Mezi jeho atributy patří okřídlený býk, pero a kniha nebo svitek. Theodorik byl přibližně od poloviny 60. let 14. století hlavou malířského cechu v Praze a jeho obraz sv. Lukáše patří k jeho nejlepším dílům. Pro Karla IV. měl tento obraz zvláštní význam, protože roku 1354 získal jako relikvii celou lebku světce. Ta je nyní součástí Svatovítského pokladu.
První vyobrazení sv. Lukáše pocházejí již z 8. století (Codex aureus). Ve 13. století namaloval fresku se sv. Lukášem Cimabue v horním kostele v Assisi. Později byl námětem pro řadu slavných malířů (Correggio, Frans Hals, El Greco, Tizian, Guercino, Luca Giordano). V českých zemích je zobrazen sv. Lukáš (malující Krucifix) např. v Evangeliáři Jana z Opavy (1368) nebo na obraze Jana Gossaerta z roku 1520 (Národní galerie v Praze).

### Sv. Lukáš v dílech malířů

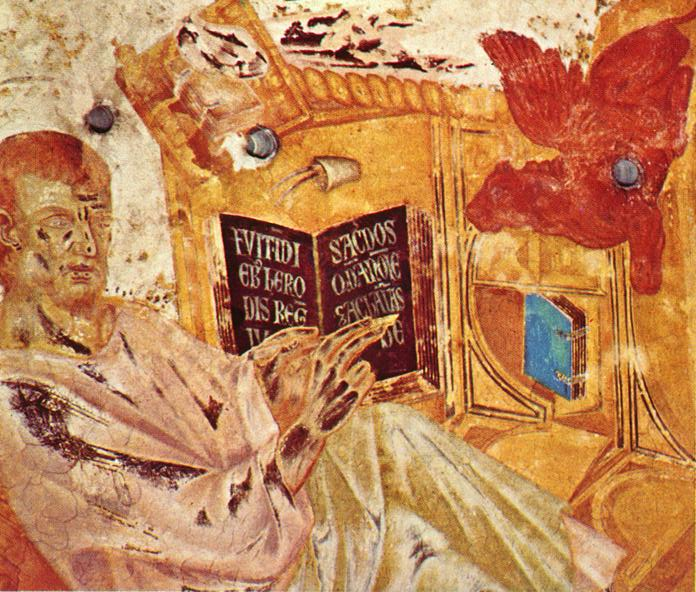
Sv. Lukáš, Cimabue (1280-83)
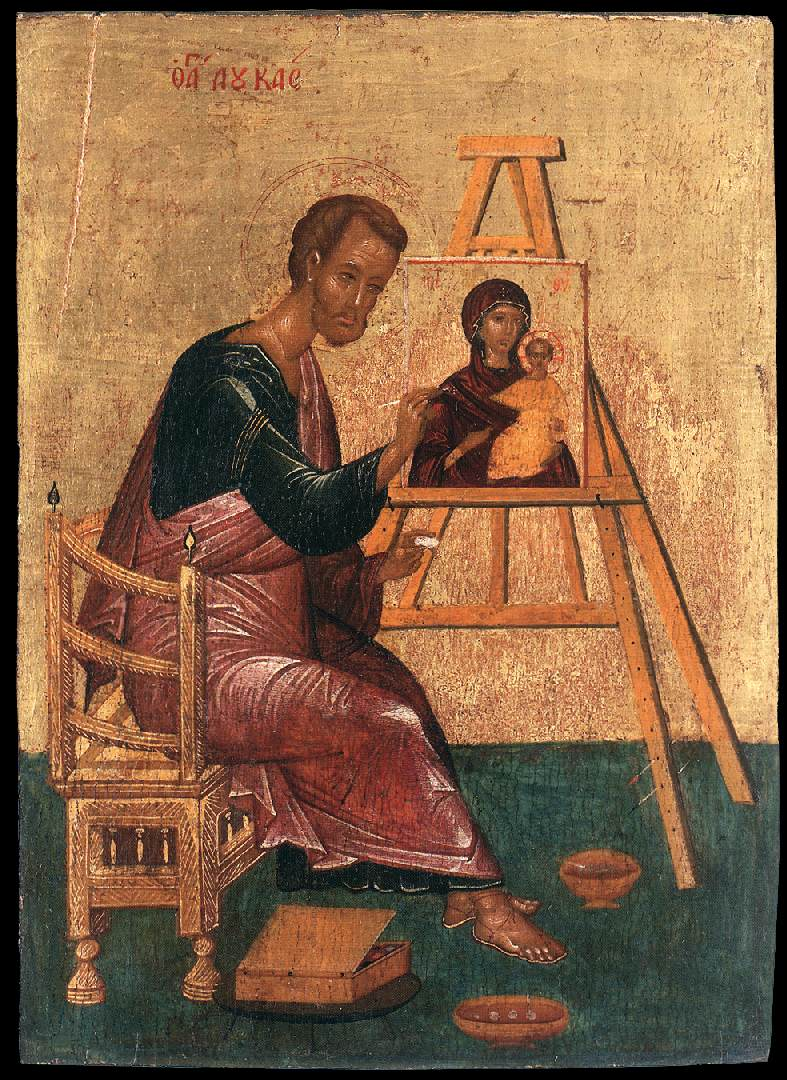
Sv. Lukáš, anonym (poč. 15. stol.)
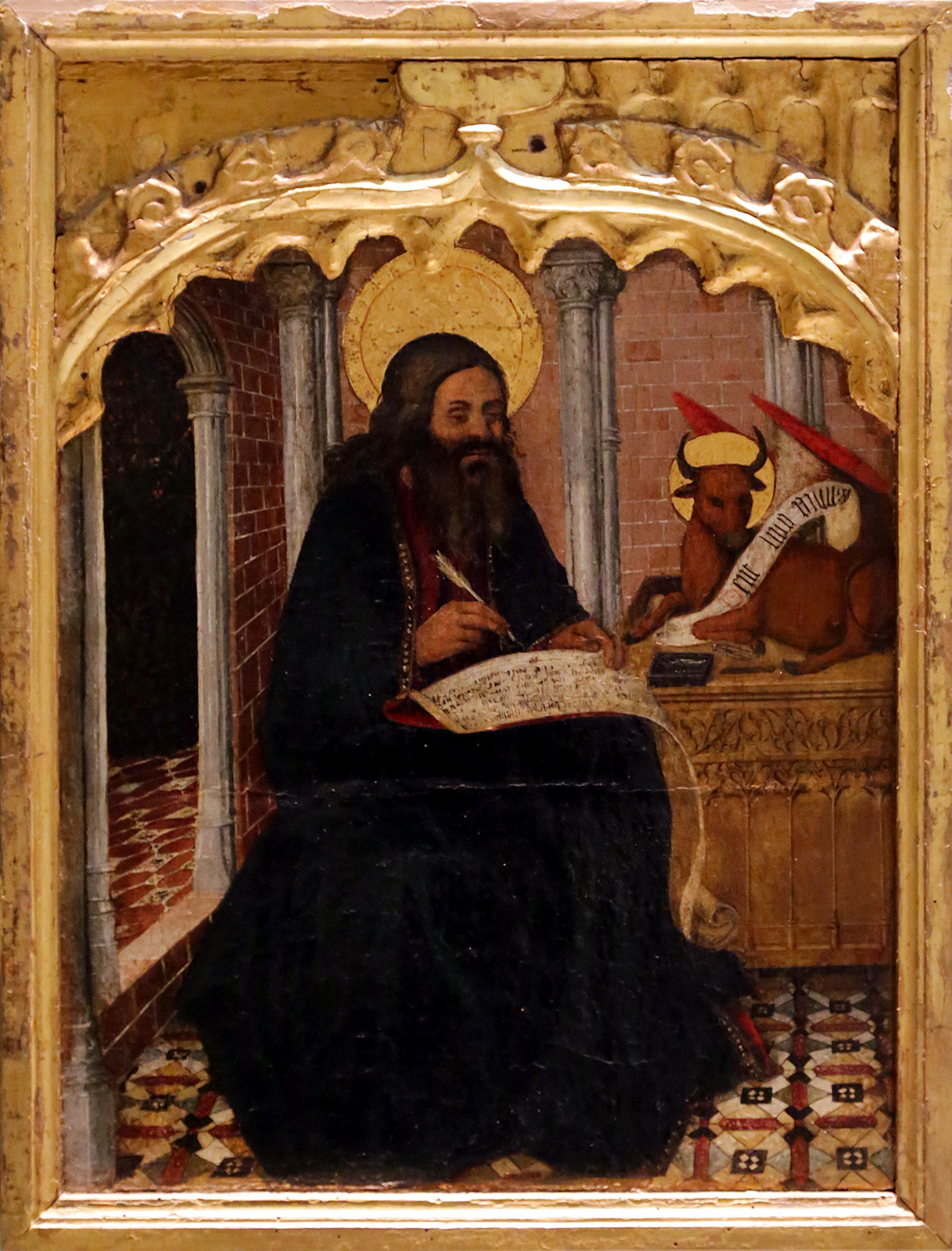
Sv. Lukáš, Juan Rexach (15. stol.)
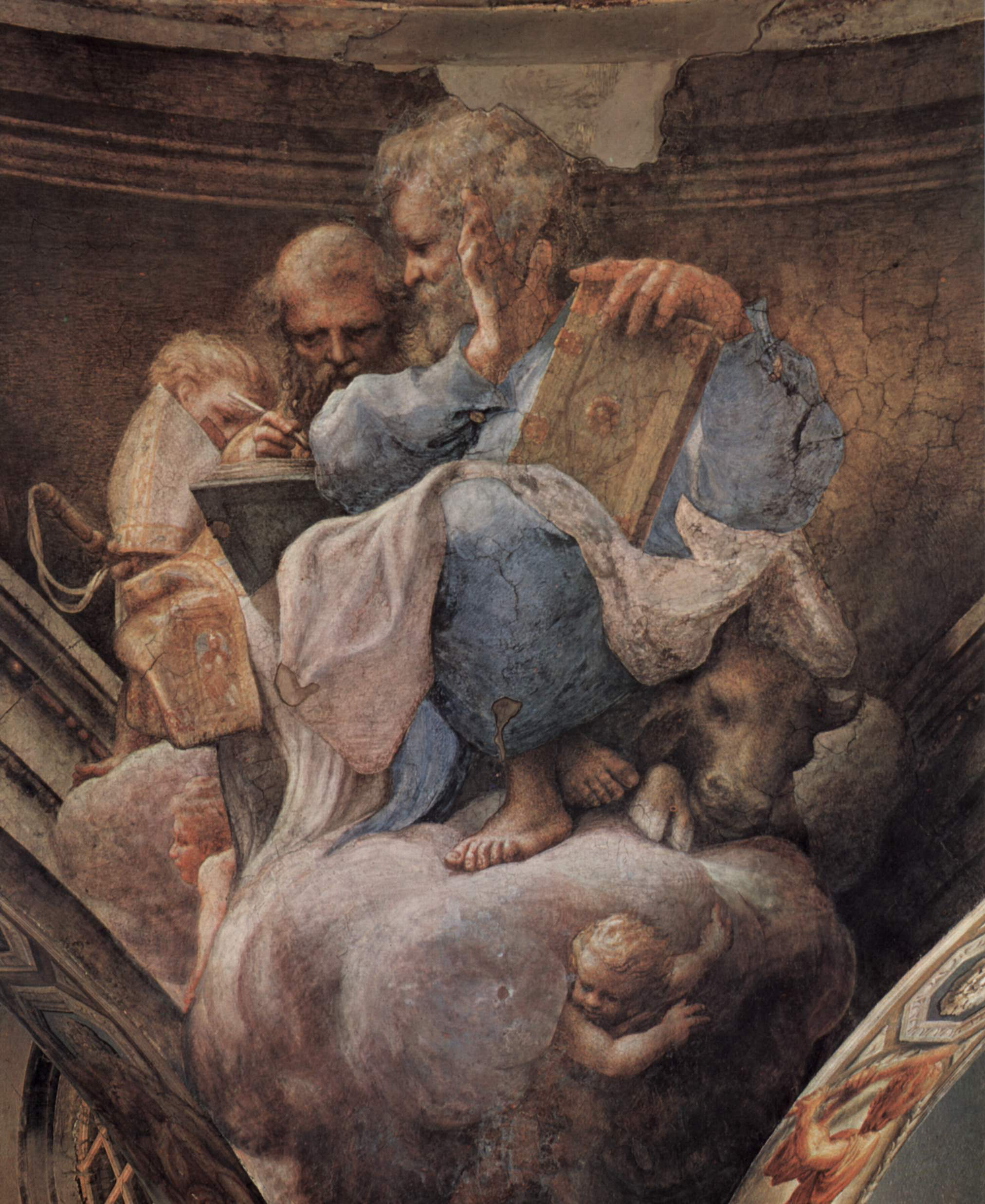
Sv. Lukáš, Corregggio (1520)
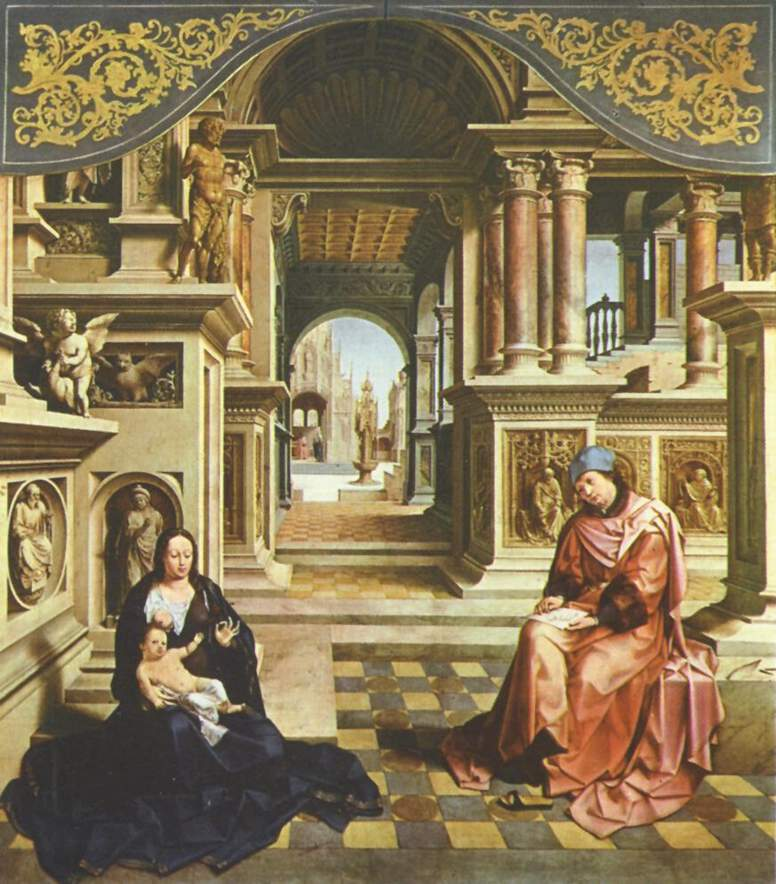
Sv. Lukáš malující P. Marii, Jan Gossaert (1520), Národní galerie v Praze
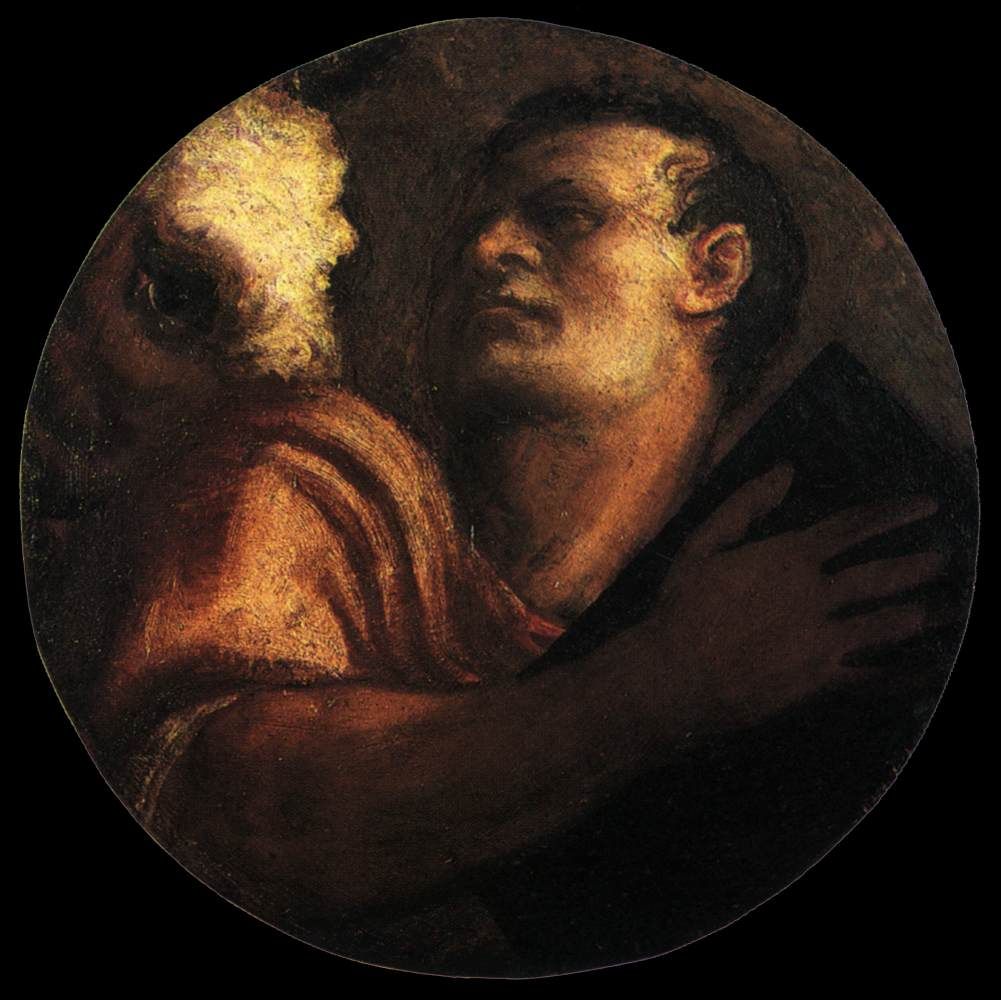
Sv. Lukáš, Tizian (1. pol. 16. stol.)
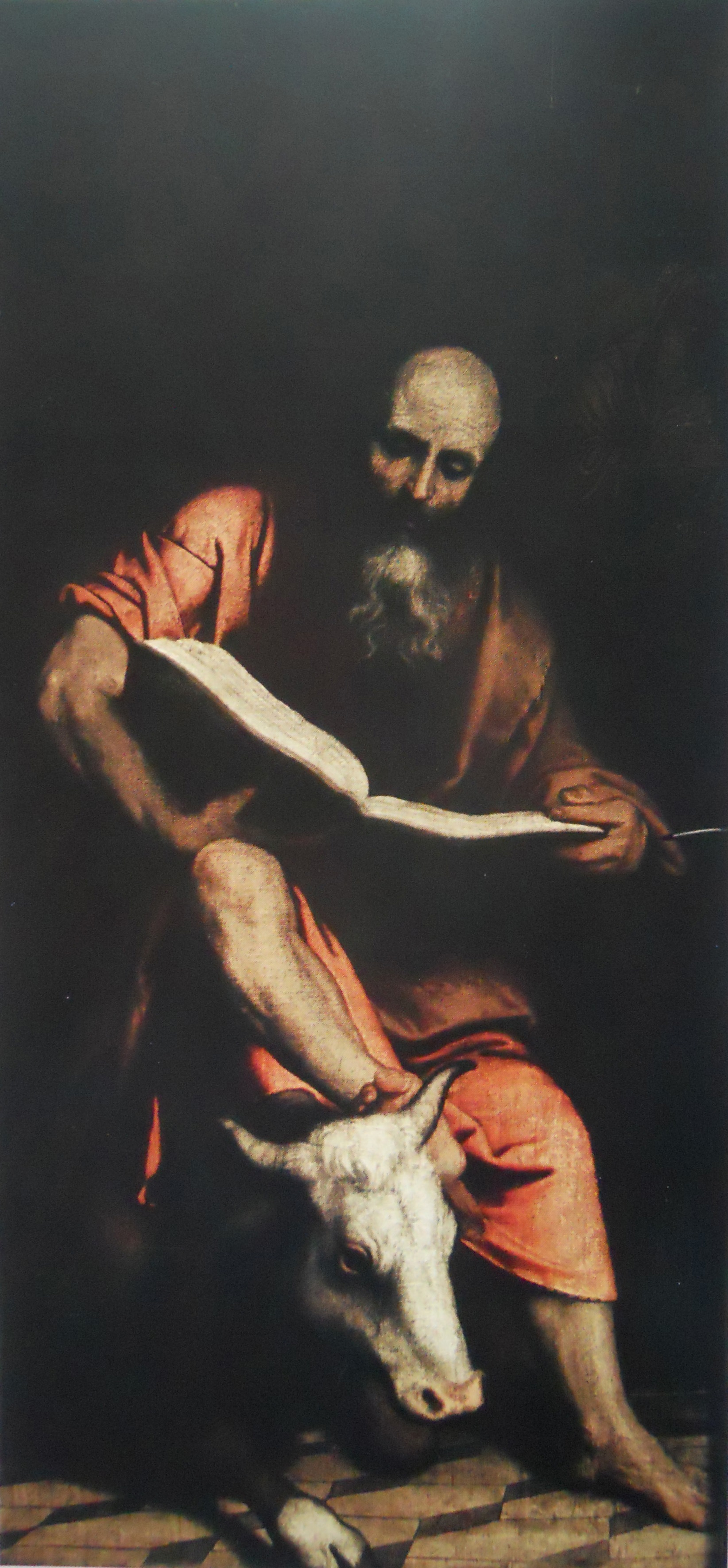
Evangelista Luca, Moretto da Brescia (16. stol.)
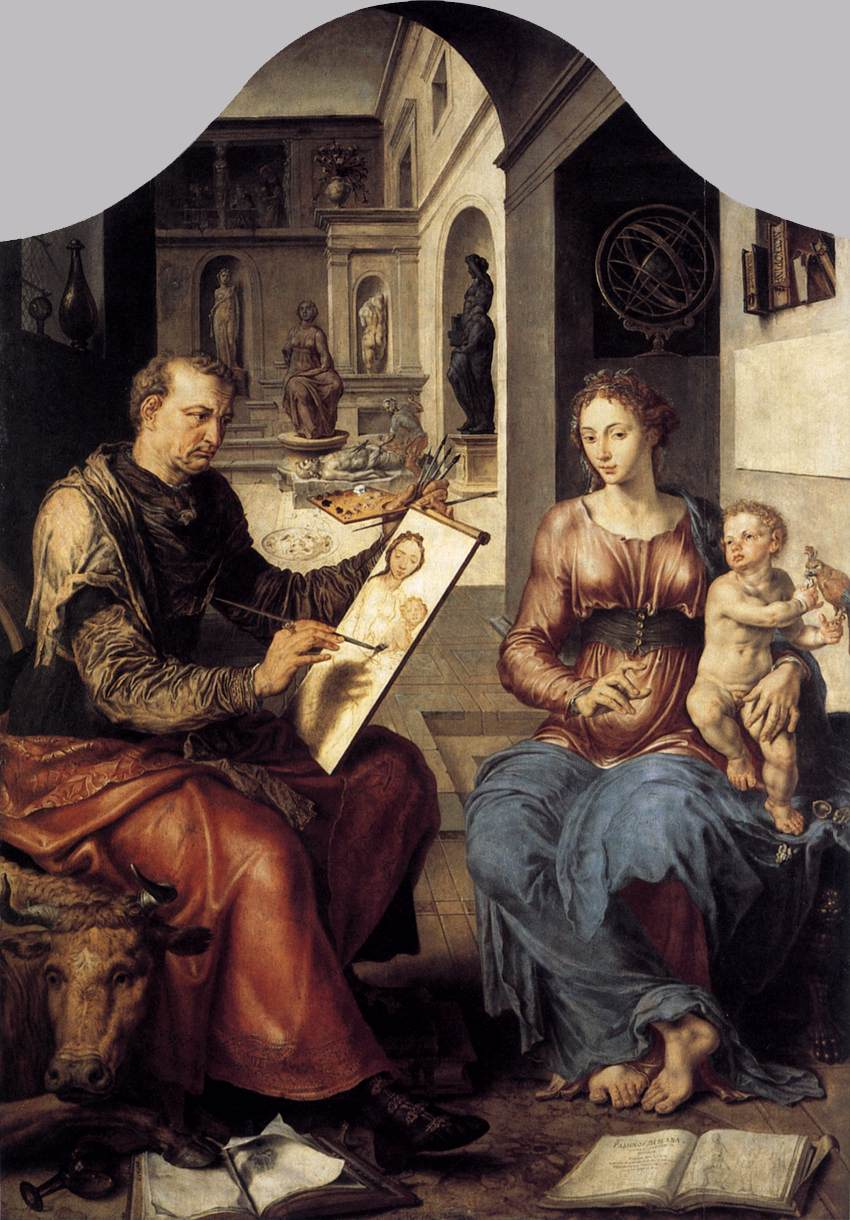
Sv. Lukáš malující P. Marii, Maarten van Heemskerck (1550)
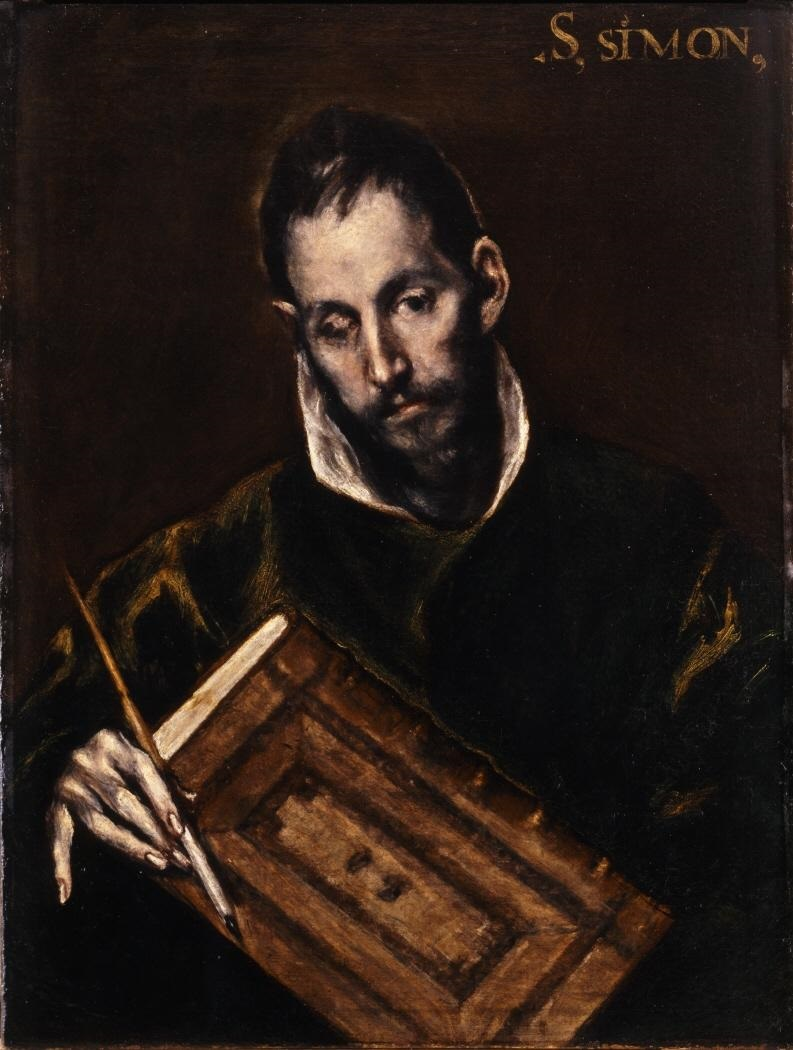
San Lucas Evangelista, El Greco (1590)
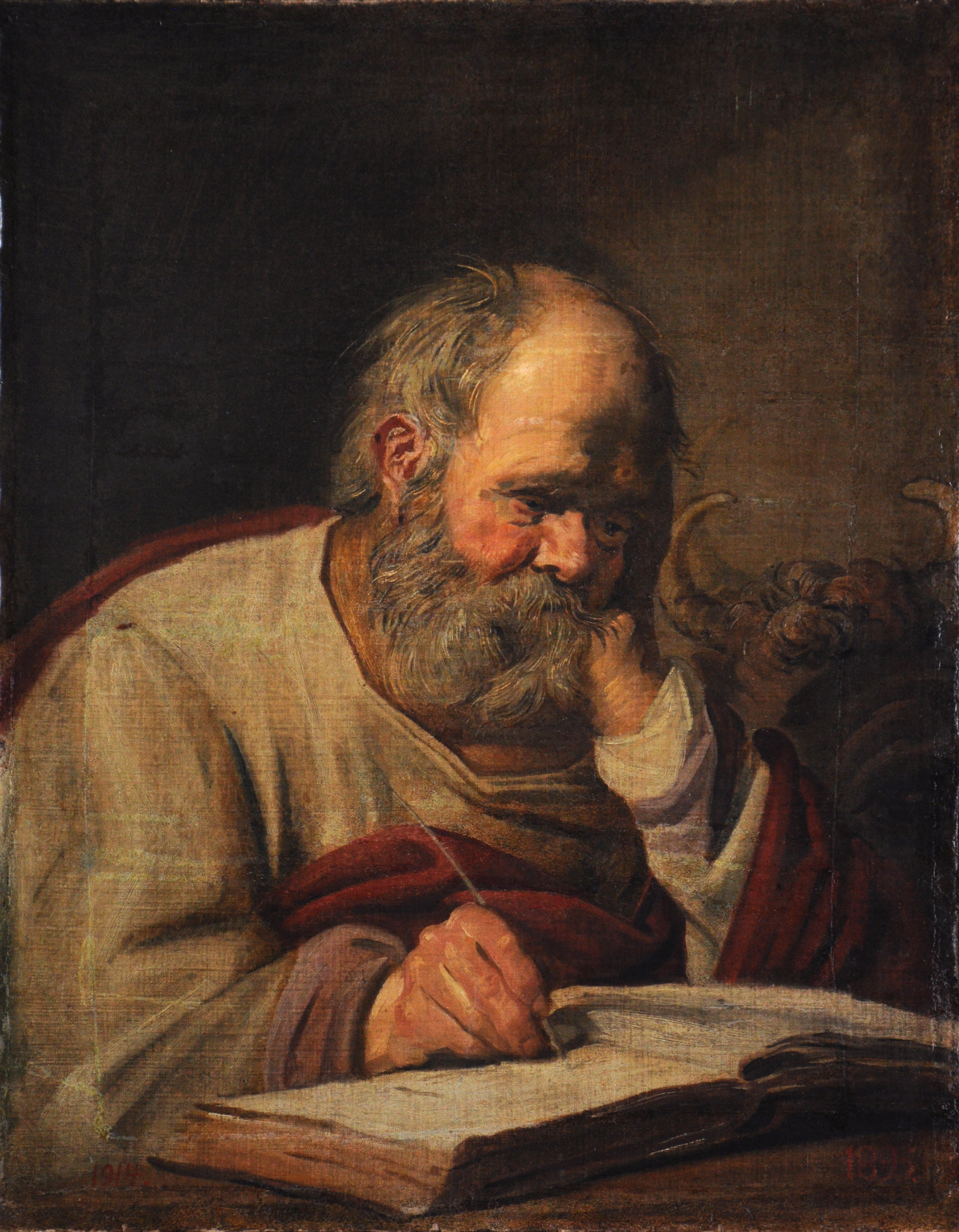
Sv. Lukáš, Frans Hals (1625)
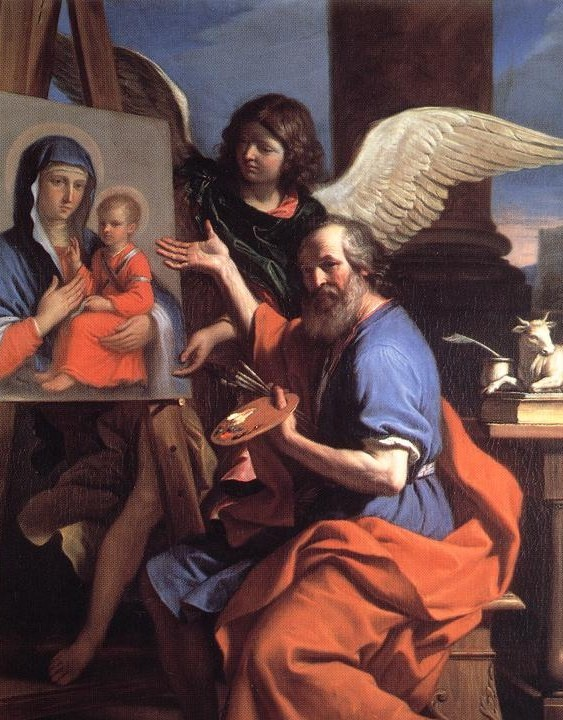
Sv. Lukáš, Guercino (1652)
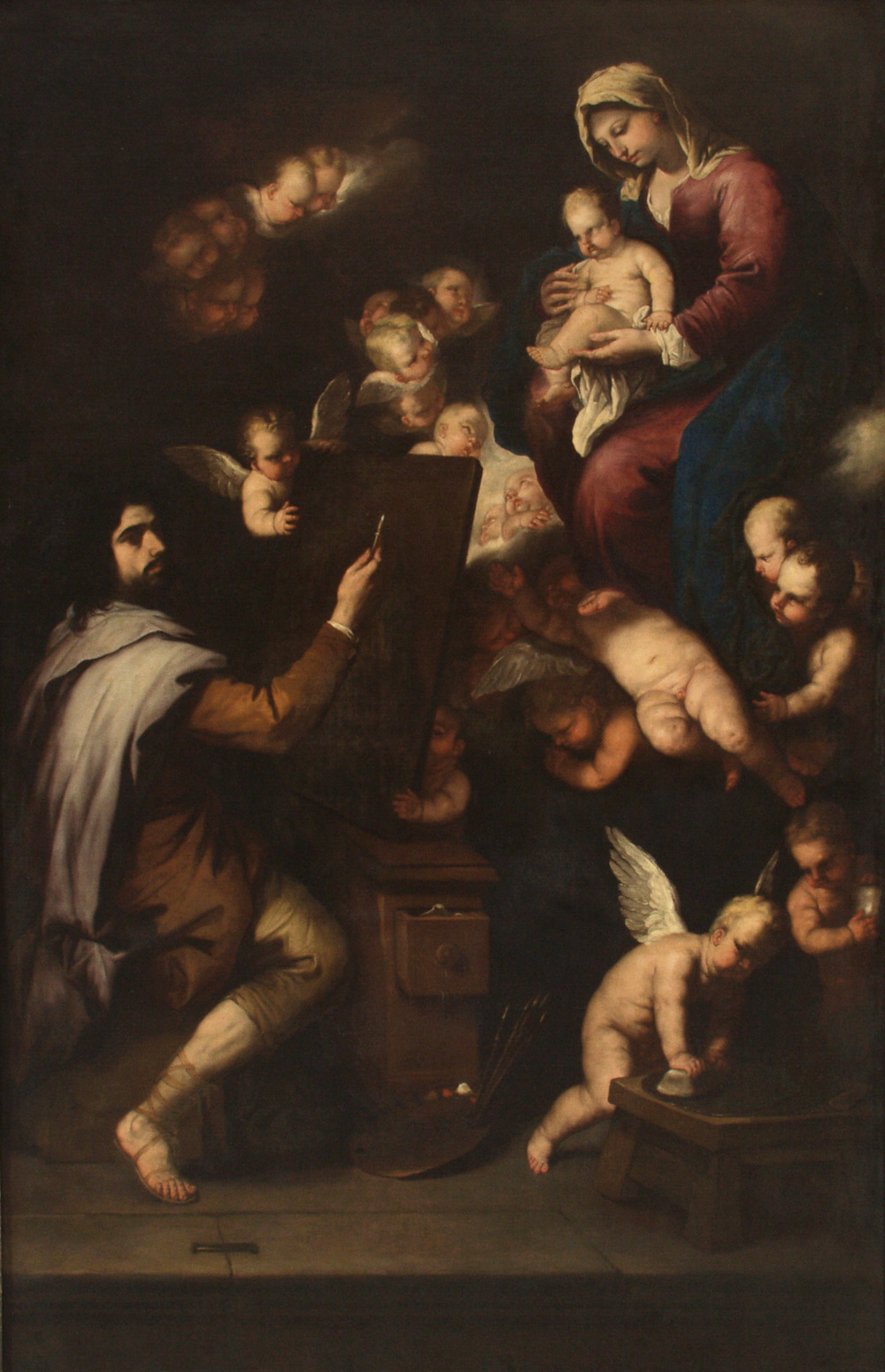
Sv. Lukáš malující P. Marii, Luca Giordano (1650-54)
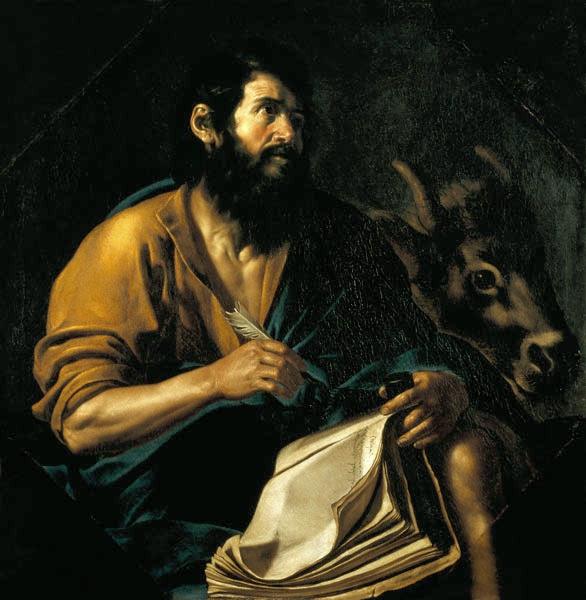
Sv. Lukáš, Johann Ulrich Loth (17. stol.)